# Limba greacă veche
Limba greacă veche (numită și limba greacă antică sau elină) este a doua etapă a limbii grecești (după limba proto-greacă și dialectul micenian) și cuprinde două perioade ale istoriei grecești: arhaică (secolele IX-VI î.Hr.) și clasică (secolele V-IV). Perioada veche a istoriei grecești include, în mod normal,  și epoca elenistică (postclasică), care constituie etapa koine a limbii grecești.
Limba greacă veche este limba poemelor lui Homer, inclusiv a Iliadei și Odiseei, a marilor lucrări de literatură și filosofie ale vârstei de aur ateniene, care au ajuns să constituie baza matematicii și științei noastre moderne.
Pentru informații în legătură cu familia limbilor eline înainte de invenția alfabetului grecesc, vezi articolele Limba miceniană și Limba proto-greacă.

## Dialectele limbii grecești vechi
Originea, formele și dezvoltarea inițială a familiei limbilor eline nu sunt bine înțelese, din cauza lipsei dovezilor contemporane. Există câteva teorii despre ce grupuri de dialecte eline ar fi existat între despărțirea vorbirii grecești primare din limba indo-europeană (nu mai târziu de 2000 î.Hr.) și aproximativ 1200 î.Hr. Aceste dialecte au aceeași bază, dar diferă în unele detalii. Singurul dialect atestat din această perioadă este cel micenian, dar relația lui cu dialectele istorice și cu circumstanțele istorice ale timpului sugerează faptul că existau deja și alte grupuri de dialecte într-o anumită formă.
Grupurile majore de dialecte ale perioadei limbii grecești vechi se presupun a fi fost dezvoltate nu mai târziu de 1100 î.Hr., în timpul invaziei doriene și apar pentru prima oară precis documentate în scriere alfabetică începând din secolul 8 î.Hr. Invazia nu ar fi fost „doriană” dacă invadatorii nu ar fi avut o relație culturală cu dorienii istorici; mai mult, se știe că invazia ar fi dislocat populație în regiunile atic-ionice de mai târziu, care se considerau descendenți ai populației dislocate sau aparținând de dorieni.
Chiar vechii greci înșiși considerau că există trei mari diviziuni ale populației grecești: dorienii, eolienii și ionienii (inclusiv atenienii), fiecare cu propriile lor dialecte definitorii. Dacă nu luăm în considerare faptul că au uitat arcadiana, un dialect muntos obscur si dialectul cipriot, departe de centrul erudiției grecești, această invazie de oameni și limbi e asemănătoare cu rezultatele la care s-a ajuns prin investigațiile arheologico-lingvistice moderne.

### Dialecte grecești
- Dialectul de nord-vest ( NW )
- Doric
- Grupul eolic
  - Egeean/Eolic asiatic
  - Thesalian
  - Boeoțian
- Grupul ionic-atic
  - Atica
  - Euboea și colonii din Italia
  - Ciclade
  - Ionia asiatică
- Arcado-cipriot 
  - Arcadian
  - Cipriot
  - Pamfilian

Greaca de vest si nord-vest este cea mai puternică și mai precoce diviziune, cu cea de non-vest în subdiviziunile ionic-atic (sau atic-ionic) și eolic vs. arcado-cipriot, sau eolic și arcado-cipriot vs. ionic-atic. De obicei, grupul de non-vest e numit greaca de est.
Grupul arcado-cipriot descinde mai îndeaproape din greaca miceniană a Epocii de bronz.
Dialectul boeoțian era sub influența puternică a dialectului nord-vestic și poate fi considerat un dialect de tranziție. Cel thesalian a avut aceeași influență, dar nu atât de puternică.
Dialectul pamfilian, vorbit într-o mică zonă a coastei sud-vestice a Asiei Minor și prea puțin păstrată în inscripții, poate fi ori un al cincilea dialect major,  sau miceniană cu influențe dorice și străine.
Îndelung controversata limbă nativă a Macedoniei antice ar fi putut fi o limbă indo-europeană sau o ramură foarte diferită a limbii grecești nord-vestice, ori încă un dialect major al limbii grecești vechi.
Majoritatea sub-grupurilor de dialecte enumerate mai sus aveau subdiviziuni, în general echivalente cu un oraș-stat și teritoriile din împrejurimi, sau o insulă. Dialectul doric avea câteva subdiviziuni, anume doricul insular (inclusiv doricul cretan), doricul Peloponesului de Sud (inclusiv dialectul laconian, al Spartei), și doricul Peloponesului de Nord (inclusiv dialectul corinthian). Faimosul dialect lesbian era membru al sub-grupului Egeean/Eolic asiatic. Toate grupurile erau reprezentate și de colonii dincolo de Grecia, și aceste colonii și-au dezvoltat, în general, caracteristici locale, de multe ori sub influența călătorilor și vecinilor care vorbeau dialecte grecești diferite.

Începutul Odiseei

Dialectele din afara grupului ionic sunt cunoscute mai ales din inscripții, excepții notabile fiind fragmentele lucrărilor poetei din insula Lesbos, Sappho, și poeziile poetului spartan, Pindar.
După cuceririle lui Alexandru cel Mare din secolul 4 î.Hr., s-a dezvoltat un nou dialect internațional, cunoscut ca greaca comună sau Koine, bazată foarte mult pe limba atică, dar cu influențe de la alte dialecte. Acest dialect le-a înlocuit, în curând, pe cele vechi, deși cel doric a supraviețuit până în prezent sub forma dialectelor tsakonian și sud-italiene ale limbii grecești moderne. Dialectul doric a transmis și terminațiile sale de aorist la multe verbe ale limbii demotice. Până în aprox. secolul 6 d.Hr., Koine s-a metamorfozat ușor în greaca medievală (bizantină).

## Scrierea
Alfabetul grecesc are următoarele 24 de litere:
| Litera | Echivalentul fenician | Denumirea | Denumirea     | Denumirea                     | Denumirea    | Transliterarea in latină1 | Transliterarea in latină1 | Pronunția                  | Pronunția | Valoarea numerică |
| Litera | Echivalentul fenician | Româna    | Greaca antică | Greaca medievală (politonică) | Neogreaca    | Greaca antică             | Neogreaca                 | Greaca antică clasică      | Neogreaca | Valoarea numerică |
| ------ | --------------------- | --------- | ------------- | ----------------------------- | ------------ | ------------------------- | ------------------------- | -------------------------- | --------- | ----------------- |
| Α α    | aleph                 | alfa      | ἄλφα          | ἄλφα                          | άλφα         | a                         | a                         | [a] [aː]                   | [a]       | 1                 |
| Β β    | beth                  | beta      | βῆτα          | βῆτα                          | βήτα         | b                         | v                         | [b]                        | [v]       | 2                 |
| Γ γ    | gimel                 | gama      | γάμμα         | γάμμα                         | γάμμα γάμα   | g                         | gh, g, y                  | [g]                        | [ɣ], [ʝ]  | 3                 |
| Δ δ    | dāleth                | delta     | δέλτα         | δέλτα                         | δέλτα        | d                         | d, dh                     | [d]                        | [ð]       | 4                 |
| Ε ε    | he                    | epsilon   | εἶ            | ἒ ψιλόν                       | έψιλον       | e                         | e                         | [e]                        | [e]       | 5                 |
| Ζ ζ    | zayin                 | zeta      | ζῆτα          | ζῆτα                          | ζήτα         | z                         | z                         | [zd], [dz] mai târziu [zː] | [z]       | 7                 |
| Η η    | heth                  | eta       | ἦτα           | ἦτα                           | ήτα          | e, ē                      | i                         | [ɛː]                       | [i]       | 8                 |
| Θ θ    | teth                  | teta      | θῆτα          | θῆτα                          | θήτα         | th                        | th                        | [tʰ]                       | [θ]       | 9                 |
| Ι ι    | yōdh                  | iota      | ἰῶτα          | ἰῶτα                          | ιώτα γιώτα   | i                         | i                         | [i] [iː]                   | [i], [ʝ]  | 10                |
| Κ κ    | kaph                  | kappa     | κάππα         | κάππα                         | κάππα κάπα   | k                         | k                         | [k]                        | [k], [c]  | 20                |
| Λ λ    | lamed                 | lambda    | λάβδα         | λάμβδα                        | λάμδα λάμβδα | l                         | l                         | [l]                        | [l]       | 30                |
| Μ μ    | mem                   | miu       | μῦ            | μῦ                            | μι μυ        | m                         | m                         | [m]                        | [m]       | 40                |
| Ν ν    | nun                   | niu       | νῦ            | νῦ                            | νι νυ        | n                         | n                         | [n]                        | [n]       | 50                |
| Ξ ξ    | samekh                | csi       | ξεῖ           | ξῖ                            | ξι           | x                         | x, ks                     | [ks]                       | [ks]      | 60                |
| Ο ο    | ayin                  | omicron   | οὖ            | ὂ μικρόν                      | όμικρον      | o                         | o                         | [o]                        | [o]       | 70                |
| Π π    | pe                    | pi        | πεῖ           | πῖ                            | πι           | p                         | p                         | [p]                        | [p]       | 80                |
| Ρ ρ    | resh                  | ro        | ῥῶ            | ῥῶ                            | ρω           | r (ῥ: rh)                 | r                         | [r], [r̥]                   | [r]       | 100               |
| Σ σ ς  | sin                   | sigma     | σῖγμα         | σῖγμα                         | σίγμα        | s                         | s                         | [s]                        | [s]       | 200               |
| Τ τ    | taw                   | tau       | ταῦ           | ταῦ                           | ταυ          | t                         | t                         | [t]                        | [t]       | 300               |
| Υ υ    | waw                   | ipsilon   | ὖ             | ὖ ψιλόν                       | ύψιλον       | u, y                      | y, v, f                   | [y] [yː] (prim [ʉ] [ʉː])   | [i]       | 400               |
| Φ φ    | qoph                  | fi        | φεῖ           | φῖ                            | φι           | ph                        | f                         | [pʰ]                       | [f]       | 500               |
| Χ χ    |                       | hi        | χεῖ           | χῖ                            | χι           | ch                        | ch, kh                    | [kʰ]                       | [x], [ç]  | 600               |
| Ψ ψ    | psi                   | ψεῖ       | ψῖ            | ψι                            | ps           | ps                        | [ps]                      | [ps]                       | 700       |                   |
| Ω ω    | ayin                  | omega     | ὦ             | ὦ μέγα                        | ωμέγα        | o, ō                      | o                         | [ɔː]                       | [o]       | 800               |

Dintre vocalele ε și ο sunt scurte, η și ω lungi; α, ι   și υ  sunt lungi sau scurte.
O nazală înainte de o guturală (κ, γ, χ) se scrie γ (e.g. ἄγκυρα ancyra, ἄγγελος angelos, ἄγχι anchi)
σ stă la începutul și în interiorul cuvintelor, ς la sfîrșit (e.g.ϕύσις, στέϕανος).
Literele ζ, ξ, ψ reprezintă consoane duble: ζ se pronunță zd ῥίζα rizda, ξ se pronunță ks  ξένος ksenos, ψ se pronunță ps ψυχή psühe.

## Schimbări ale sunetelor
Aceste schimbări de sunete din timpul proto-greacăi au afectat majoritatea sau chiar toate dialectele grecești vechi:
- /r/, /l/ silabice devin /ro/ și /lo/ în greaca miceniană și eolică; altfel, /ra/ și /la/, dar /ar/ și /al/ înainte de sonante. Exemplu: Indo-Europeanul *str̥-tó- devine eolicul strotós (στροτός), altfel stratós (στρατός) „armată”.
- Căderea lui /h/ din originalul /s/ (excepție făcând în poziție inițială) și a lui /j/. Exemplu: treîs (τρεῖς) „trei” din *tréyes; doricul nikaas „cucerind” pentru nikahas de la nikasas.
- Căderea lui /w/ în multe dialecte (mai târziu decât căderea lui /h/ și /j/). Exemplu: étos (ἔτος) „an” de la wétos (ϝέτος).
- Căderea labio-velarelor, care au fost convertite (în majoritate) în labiale, uneori în dentale sau velare.
- Contracția vocalelor adiacente rezultate din căderea lui /h/ și /j/ (și, mai puțin, din căderea lui /w/); mai mult în greaca atică decât în alte dialecte.
- Nașterea unui accent distinctiv circumflex, rezultând din contracție și anumite alte schimbări.
- Limitarea accentului la ultimele trei silabe, cu multe alte restricții.
- Căderea lui /n/ înainte de /s/ (incomplet în greaca cretană), cu lungire compensatorie a vocalei precedente.
- De notat că /w/ și /j/, când urmează după o vocală și nu precedă o vocală, se combinau în trecut cu vocala pentru a forma un diftong și, astfel, nu au fost pierdute.

Căderea lui /h/ și /w/ după o consoană era, deseori, însoțită de o lungire compensatorie a vocalei precedente. Căderea lui /j/ după o consoană era însoțită de un număr mare de schimbări complexe, inclusiv diftongizarea unei vocale precedente sau palatalizare ori o altă schimbare a unei consoane imediat precedente. Câteva exemple:
- /pj/, /bj/, /phj/ -> /pt/
- /lj/ -> /ll/
- /tj/, /thj/, /kj/, /khj/ -> /s/ când urmează după o consoană; altfel /ss/ sau /tt/ (atic)
- /gj/, /dj/ -> /zd/
- /mj/, /nj/, /rj/ -> /j/ e transpus înainte de consoană și formează diftong cu vocala precedentă
- /wj/, /sj/ -> /j/, formând un diftong cu vocala precedentă

Rezultatele contracției vocalelor erau complexe de la dialect la dialect. Astfel de contracții apar în inflexiunile unui număr de clase diferite de verbe și substantive și sunt printre cele mai dificile aspecte ale gramaticii limbii grecești vechi. Ele erau importante, în particular, în larga clasă a verbelor contractate, verbe nominale formate de la substantive și adjective terminate în vocală. (De fapt, reflexul verbelor contractate în neogreacă—adică, setul de verbe derivate din verbele contractate ale limbii grecești vechi —reprezintă una dintre cele două clase principale de verbe din această limbă!

## Fonetică
Pronunția alfabetuluiⓘ
Pronunția diftongilorⓘ
Pronunția limbii grecești post-clasice s-a schimbat considerabil față de greaca veche, deși ortografia mai reflectă încă însușiri ale vechii limbi (vezi W. Sidney Allen, Vox Graeca – a guide to the pronunciation of Classical Greek). Pentru o descriere detaliată a schimbărilor fonetice de la epoca clasică la cea elenistică a limbii grecești, vezi articolul Limba greacă comună (Koine).
Exemplele de mai jos reprezintă greaca atică a secolului 5 î.Hr. Deși pronunția antică nu poate fi niciodată reconstruită cu certitudine, greaca, în particular, e foarte bine documentată în această perioadă și sunt puține divergențe printre lingviști în legătură cu natura generală a sunetelor pe care le reprezentau literele.

### Vocale

#### Vocale scurte
|         | Anterior   | Anterior | Posterior  | Posterior |
| ------- | ---------- | -------- | ---------- | --------- |
|         | nerotunjit | rotunjit | nerotunjit | rotunjit  |
| Închis  | /i/        | /y/      |            |           |
| Central | /e/        |          |            | /o/       |
| Deschis | /a/        | /a/      | /a/        | /a/       |

#### Vocale lungi
|                 | Anterior   | Anterior | Posterior  | Posterior |
| --------------- | ---------- | -------- | ---------- | --------- |
|                 | nerotunjit | rotunjit | nerotunjit | rotunjit  |
| Închis          | /iː/       | /yː/     |            |           |
| Central închis  | /eː/       |          |            | /oː/      |
| Central deschis | /ɛː/       |          |            | /ɔː/      |
| Deschis         | /aː/       | /aː/     | /aː/       | /aː/      |

/oː/ s-a transformat, probabil, în [uː] până în secolul 4 î.Hr.

### Consoane
|                  | Anterior | Anterior | Posterior | Posterior |
|                  | Bilabial | Dental   | Velar     | Glotal    |
| ---------------- | -------- | -------- | --------- | --------- |
| Oclusiv          | /p/ /b/  | /t̪/ /d̪/  | /k/ /g/   |           |
| Aspirat Oclusiv  | /pʰ/     | /t̪ʰ/     | /kʰ/      |           |
| Nazal            | /m/      | /n/      | [ŋ]       |           |
| Vibrant          |          | [r̥] /r/  |           |           |
| Fricativ         |          | /s/ [z]  |           | /h/       |
| Lichidă laterală |          | /l/      |           |           |

[z] era un alofon al lui /s/, folosit înainte de consoane sonore; [ŋ] era un alofon al lui /n/ folosit înainte de velare, în timp ce [r̥], scris (ῥ), era, probabil, un alofon mut al lui /r/, folosit în poziție initială a cuvântului.

### Clase de consoane
Sunt trei mari clase de consoane:
- Momentane. Această clasă include trei subclase: velare (/k/, /g/, /kʰ/), labiale (/p/, /b/, /pʰ/) și dentale (/t/, /d/, /tʰ/).
- Sonore sunt /m/, /n/, /l/, /r/.
- Fricative sunt /s/ and /h/.

### Contracția consoanelor
La conjugarea verbelor, o consoană urmează, de multe ori, după alta. Se aplică numeroase reguli sandhi.
Reguli:
- Regula de bază: Când două sunete apar consecutiv, primul se asimilează în voce și aspirație cu cel de-al doilea.
  - Aceasta se aplică doar pentru consoane momentane. Fricativele asimilează doar în voce, iar sonorele nu asimilează.
- Înainte de un /s/ (viitor, radicalul aorist), velarele devin [k], labialele [p], iar dentalele dispar.
- Înaintea unui /tʰ/ (radicalul aoristului pasiv), velarele devin [kʰ], labialele devin [pʰ], iar dentalele [s].
- Înainte de un /m/ (perfect pers. I sg. mijlociu, pers. I plural, participiu), velarele devin [g], nazal+velar devine [g], labialele devin [m], dentalele devin [s], iar alte sonore nu se schimbă.

### Lungirea compensatorie
Sunt trei scheme diferite pentru lungirea compensatorie, în funcție de locul în care are loc.  Diferențele sunt: dacă /a/ devine [aː] sau [eː], și dacă /e/ și /o/ devin vocalele închise /eː/ și /oː/ sau cele deschise, [ɛː] și [ɔː].

### Augmentația
Indicativul timpului adaugă (cel puțin conceptual ) un prefix /e-/. Acesta era, probabil, un cuvânt separat, însemnând ceva ca "atunci", adăugat deoarece timpurile în PIE aveau, în primul rând, un înțeles aspectual. Augmentația e adăugată la indicativul aorist-ului, imperfect și mai mult ca perfect, dar la nici o altă formă a aoristului (nu există alte forme ale imperfectului și mai mult ca perfectului).
Sunt două feluri de augmentație în greacă, silabică și cantitativă.  Augmentația silabică e adăugată radicalilor care încep cu consoane, prefixându-se vocala e (radicalii care încep cu r, însă, primesc ca prefix er).  Augmentația cantitativă e adăugată radicalilor care încep cu vocală și implică lungirea vocalei:
- a, ā, e, ē -> ē
- i, ī -> ī
- o, ō -> ō
- u, ū -> ū
- ai -> ēi
- ei -> ēi sau ei
- oi -> ōi
- au -> ēu sau au
- eu -> ēu sau eu
- ou -> ou

Unele verbe se augmentează neregulat; cea mai obișnuită variație este e -> ei.  Iregularitatea poate fi explicată diacronic prin pierderea lui s între vocale.
Urmând practica lui Homer, augmentația nu e făcută, uneori, în poezii, în special în poeziile epice.
Augmentația înlocuiește câteodată dublarea; vezi mai jos.

### Dublarea
Aproape toate formele perfectului, mai mult ca perfectului și perfectului viitor dublează silaba inițială a radicalului verbal (de notat că unele forme verbale neregulate ale perfectului nu dublează, pe când o mulțime de aoriste neregulate dublează). Sunt trei tipuri de dublare:
- Dublare silabică: Majoritatea verbelor care încep cu o singură consoană, sau un grup consonantic format dintr-o momentană și o sonoră, adaugă o silabă formată din consoana inițială urmată de e. O consoană aspirată, însă, dublează în echivalentul ei neaspirat: legea lui Grassmann.
- Augmentație: Verbele care încep cu vocală, cât și cele care încep cu un grup consonantic diferit de cele indicate mai înainte (și, ocazional, pentru câteva alte verbe) dublează în aceeași manieră ca și augmentația. Aceasta se întâmplă la toate formele perfectului, nu doar la indicativ.
- Dublare atică: Unele verbe care încep cu a, e sau o, urmate de o sonoră (sau, ocazional, de d sau g), dublează prin adăugarea unei silabe formate din vocala inițială initial și următoarea consoană, și lungirea vocalei următoare. Astfel, er -> erēr, an -> anēn, ol -> olōl, ed -> edēd. Aceasta nu este, de fapt, specifică limbii atice, în pofida numelui său; dar a fost generalizată în atică. Această dublare implica, inițial, dublarea unui grup consonantic format dintr-o laringeală și o sonoră; Astfel, h₃l -> h₃leh₃l -> olōl cu dezvoltarea greacă normală a laringealelor (formele cu o momentană erau analoge).

Dublarea neregulată poate fi înțeleasă diacronic. De exemplu, lambánō (λαμβάνω) (radical lab) are radicalul de perfect eilēpha (εἴληφα) (nu *lelēpha) deoarece era inițial *slambanō, cu perfectul *seslēpha (*sl- > *sesl- > *heil-), devenind eilēpha prin schimbare (semi-)regulată.
Dublarea e vizibilă, de asemenea, în radicalii de timp prezent al anumitor verbe. Acești radicali adaugă o silabă formată din consoana inițială a rădăcinii, urmată de i. O consoană nazală apare după dublare la unele verbe.

## Morfologie
Greaca, ca toate limbile indo-europene mai vechi, este foarte flexionată. Această limbă este arhaică din punct de vedere al păstrării formelor proto-indo-europene. Numele limbii grecești vechi (inclusiv numele proprii) au cinci cazuri de declinare: (nominativ, genitiv, dativ, acuzativ și vocativ), trei genuri (masculin, feminin și neutru) și trei numere: (singular, dual și plural). Verbele au patru moduri (indicativ, imperativ, subjonctiv și optativ), trei diateze (activă, mijlocie și pasivă), cât și trei persoane (pers. I, a II-a și a III-a) și multe alte forme. Verbele sunt conjugate după trei aspecte: forme imperfective, care includ timpurile prezent, viitor și imperfect, forme perfective, restrânse la aorist, modul indicativ, și forme perfecte, care includ perfectul prezent și mai mult ca perfectul. Este o completare totală de moduri pentru fiecare aspect, deși nu există viitor subjonctiv sau imperativ; în plus, se găsesc infinitivele și participiile pentru toate combinațiile finite corespunzătoare de timp, aspect și diateză, în afară de imperfect și mai mult ca perfect.

## Sistem de scriere
Greaca veche era scrisă în Alfabetul grecesc, cu unele variații, în funcție de dialect. Textele vechi erau scrise în stil boustrephedon, dar, în timpul perioadei clasice, scrierea de la stânga la dreapta s-a standardizat. Edițiile moderne ale textelor vechi grecești sunt scrise, de obicei, cu accente și semne de aspirație, spațierea cuvintelor, punctuație modernă și, uneori litere majuscule și minuscule, dar acestea au fost introduse târziu. Greaca veche se scria, de fapt, doar cu majuscule, fără spații între cuvinte, fără semne de punctuație sau de aspirație și fără accente.

## Exemplu de text
Următorul text grec politonic este extras din Apologia lui Platon:
Ὅτι μὲν ὑμεῖς, ὦ ἄνδρες Ἀθηναῖοι, πεπόνθατε ὑπὸ τῶν ἐμῶν κατηγόρων, οὐκ οἶδα: ἐγὼ δ' οὖν καὶ αὐτὸς ὑπ' αὐτῶν ὀλίγου ἐμαυτοῦ ἐπελαθόμην, οὕτω πιθανῶς ἔλεγον. Καίτοι  ἀληθές γε ὡς ἔπος εἰπεῖν οὐδὲν εἰρήκασιν.
Transliterat în alfabetul latin, folosind o versiune modernă a schemei erasmiene:
Hóti mèn humeîs, ô ándres Athēnaîoi, pepónthate hupò tôn emôn katēgórōn, ouk oîda: egṑ d' oûn kaì autòs hup' autōn olígou emautoû epelathómēn, hoútō pithanôs élegon. Kaítoi alēthés ge hōs épos eipeîn oudèn eirḗkasin.
Traducere:
Cum ați fost, voi, bărbați atenieni, afectați de acuzatorii mei, nu știu; dar eu, în ceea ce mă privește, mi-am uitat propria identitate, atât de convingător au vorbit; și totuși nu este nici un cuvânt adevărat în ceea ce au spus.